# Erastria accesaria
Erastria accesaria là một loài bướm đêm trong họ Geometridae.